# Migliori prestazioni europee nella marcia 50 km
La lista delle migliori prestazioni europee nella marcia 50 km, aggiornata periodicamente dalla World Athletics, raccoglie i migliori risultati di tutti i tempi degli atleti europei nella specialità della marcia 50 km.

## Maschili
Statistiche aggiornate al 19 giugno 2022.
|     | Tempo    | Atleta              | Luogo            | Data             |
| --- | -------- | ------------------- | ---------------- | ---------------- |
| 1.  | 3h32'33" | Yohann Diniz        | Zurigo           | 15 agosto 2014   |
| 2.  | 3h34'14" | Denis Nižegorodov   | Čeboksary        | 11 maggio 2008   |
| 3.  | 3h34'38" | Matej Tóth          | Dudince          | 21 marzo 2015    |
| 4.  | 3h36'03" | Robert Korzeniowski | Saint-Denis      | 27 agosto 2003   |
| 5.  | 3h36'04" | Alex Schwazer       | Rosignano Solvay | 11 febbraio 2007 |
| 6.  | 3h36'42" | German Skurygin     | Saint-Denis      | 27 agosto 2003   |
| 7.  | 3h37'26" | Valerij Spicyn      | Mosca            | 21 maggio 2000   |
| 8.  | 3h37'41" | Andrej Perlov       | Leningrado       | 5 agosto 1989    |
| 8.  | 3h37'41" | Ivan Noskov         | Zurigo           | 15 agosto 2014   |
| 10. | 3h37'46" | Andreas Erm         | Saint-Denis      | 27 agosto 2003   |

## Femminili
Statistiche aggiornate al 19 giugno 2022.
|     | Tempo    | Atleta                  | Luogo          | Data             |
| --- | -------- | ----------------------- | -------------- | ---------------- |
| 1.  | 3h50'42" | Elena Lašmanova         | Voronovo       | 5 settembre 2020 |
| 2.  | 3h57'08" | Klavdija Afanas'eva     | Čeboksary      | 15 giugno 2019   |
| 3.  | 3h59'56" | Margarita Nikiforova    | Voronovo       | 5 settembre 2020 |
| 4.  | 4h04'50" | Eleonora Giorgi         | Alytus         | 19 maggio 2019   |
| 5.  | 4h05'46" | Júlia Takács            | Alytus         | 19 maggio 2019   |
| 6.  | 4h05'56" | Inês Henriques          | Londra         | 13 agosto 2017   |
| 7.  | 4h10'59" | Monica Svensson         | Scanzorosciate | 21 ottobre 2007  |
| 8.  | 4h11'01" | Raquel González         | El Vendrell    | 10 febbraio 2019 |
| 9.  | 4h12'16" | Yelena Ginko            | Scanzorosciate | 17 ottobre 2004  |
| 10. | 4h14'25" | Mária Katerinka Czaková | Dudince        | 24 marzo 2018    |